# Reema Khan
Reema Khan (27 oktober 1971) is een Pakistaans actrice in meer dan 200 films en regisseur sinds 2005.
Haar acteerdebuut was in de film Bulandi. Ze wordt beschouwd als een van de topactrices van Lollywood (de naam voor de Pakistaanse filmindustrie).
In 2005 regisseerde zij haar eerste film, Koi Tujh Sa Kahan (Urdu: کوئی تجھ سا کہاں, letterlijk te vertalen als wie is er als jij?). De film werd naast de Pakistaanse taal Urdu ook in het Tibetaans uitgebracht. De film draait om Bela die een fortuin erft. Ze is eerst gelukkig getrouwd met Peeru, maar dan verandert dat.

## Filmografie
- Umar Mukhtar (1997)
- Koi Tujh Sa Kahan (2005)

- Library of Congress Control Number: n2008209505
- Virtual International Authority File: 68415687
- WorldCat: E39PBJwhwRprfCcVHbM89FMkjC